# Payerne
Payerne är en stad och kommun i kantonen Vaud i Schweiz, tillika huvudort i distriktet Broye-Vully. Kommunen har 10 545 invånare (2023).

## Läge, näringar och infrastruktur
Payerne ligger 17 km väster om Fribourg, i ett jordbrukslandskap där floden Broye rinner ut på Broyeslätten. 
Kommunen omges i öster och väster av kantonen Fribourg. Sjukhus och gymnasium är interkantonala. År 2005 arbetade 80% inom tjänstesektorn.

### Kommunikationer
Payerne har anslutning till motorvägen A1 (Bern - Yverdon-les-Bains - Lausanne). Från järnvägsstationen går regionaltåg till Lausanne, Yverdon, Fribourg och Murten.

## Historia
- På 200-talet byggde Paternus, en förmögen borgare från Avenches, en villa här[3].
- År 587 lät biskop Marius av Avenches anlägga villa Paterniacum och ett Maria-Kapell.
- Kluniacens-klostret grundades runt 965 av kejsarinnan Adelheid av Burgund efter donationer från den burgundiska kungafamiljen.
- År 1033 lät Kejsaren Konrad II kröna sig till kung av Burgund i klostrets kyrka. Payerne blev en del av det tysk-romerska riket
- Stadens råd erkändes formellt år 1348, men redan 1344 hade man slutit fördrag med Bern.
- Reformationen genomfördes innan Payerne erövrades av Bern 1536. Klostret stängdes, dess byggnader användes som förvaltnings- och lagerlokaler. Staden fick en privillegierad ställning, eftersom Bern utvalde en lokal borgare som sin företrädare.
- När kantonen Vaud bildades 1802 blev Payerne distriktshuvudort. Huvudnäringarna var länge jordbruk och hantverk.

## Sevärdheter
- Den restaurerade romanska klosterkyrkan från 1000-talet är ett vackert exempel på kluniacensisk arkitektur. I närheten ligger den reformerta kyrkan och en gammal domstolsbyggnad.[4]
- Årliga flyguppvisningar vid den närbelägna militärflygplatsen.